# Hai Hai
Hai Hai es el segundo álbum de estudio del músico británico Roger Hodgson, publicado por la compañía discográfica A&M Records en 1987. Coproducido por Jack Joseph Puig, futuro colaborador de No Doubt y Black Crowes, y grabado en el estudio personal de Hodgson en Nevada City (California), el álbum es una fusión del estilo pop rock progresivo característico del sonido de Supertramp con el abundante uso de sintetizadores de finales de la década de 1980.
Hai Hai incluyó diez canciones, todas compuestas por Hodgson a excepción de "Land Ho", una vieja canción de Supertramp publicada solo como sencillo y coescrita junto a Rick Davies en 1974. Hodgson había regrabado previamente la canción en un intento por incluirla en In the Eye of the Storm, su primer álbum en solitario.
Tras su publicación, Hodgson se vio incapaz de promocionar plenamente Hai Hai al sufrir la fractura de sus dos muñecas apenas una semana después del lanzamiento del álbum. Después del accidente, Hodgson se vio obligado a guardar reposo y aparcó su carrera musical. Volvió a ofrecer conciertos casi una década después, con una gira por California cuyo último concierto fue recogido en el álbum Rites of Passage. 

## Recepción
En una reseña retrospectiva, Allmusic valoró el álbum comentando que la decisión de Hodgson de abandonar el rock progresivo y experimentar con otros géneros fue un «desastre, ya que no llegó a involucrarse plenamente en cualquiera de estos géneros, lo que resultó en canciones musicalmente muy básicas y poco interesantes». Allmusic también comentó que las letras «son a veces menores y vergonzosas... podía haber estado tratando de decir algo, pero la poesía se lee como si la hubiera escrito un estudiante de secundaria aburrido».
A nivel comercial, Hai Hai fue el segundo y último disco de Hodgson en entrar en la lista estadounidense Billboard 200, donde solo alcanzó el puesto 163. El álbum obtuvo mejores resultados comerciales en países europeos como Noruega y Suiza, donde entró en el top 20. Por otra parte, el sencillo «You Make Me Love You» llegó al puesto 38 en la lista estadounidense Hot Mainstream Rock Tracks.
En noviembre de 2006, con motivo del vigésimo aniversario de su publicación original, Universal Music reeditó una versión remasterizada de Hai Hai.

## Lista de canciones
Todas las canciones escritas y compuestas por Roger Hodgson excepto donde se anota. 
| N.º | Título                 | Escritor(es)               | Duración |  |
| 1.  | «Right Place»          |                            | 4:05     |  |
| 2.  | «My Magazine»          |                            | 4:39     |  |
| 3.  | «London»               |                            | 4:11     |  |
| 4.  | «You Make Me Love You» |                            | 5:08     |  |
| 5.  | «Hai Hai»              |                            | 5:28     |  |
| 6.  | «Who's Afraid»         |                            | 4:57     |  |
| 7.  | «Desert Love»          | Rick Davies, Roger Hodgson | 5:26     |  |
| 8.  | «Land Ho»              |                            | 4:06     |  |
| 9.  | «House On The Corner»  |                            | 5:21     |  |
| 10. | «Puppet Dance»         |                            | 5:16     |  |

## Personal
- Roger Hodgson: voz, synclavier (5), teclados (3, 4, 5, 7, 8, 9, 10), piano (6), sintetizador (6, 10), guitarra (1, 2, 4, 5, 8, 10), guitarra de doce cuerdas (7), bajo (7), coros (1, 3, 4, 5, 8, 9, 10), batería (1, 4, 6, 7, 8, bajo el seudónimo de Joseph Pomfret)
- Omar Hakim - batería (1)
- Robbie Buchanan: sintetizador (1), programación de sintetizadores (4, 6, 10), Fender Rhodes (6), teclados (3, 4, 5, 9)
- Dan Huff: guitarras (1, 3, 5, 6, 7, 8, 9, 10)
- Lenny Castro: percusión (1, 2, 3, 4, 5, 6, 8, 9, 10)
- Ken Allardyce: armónica (1, 5), guitarra rítmica (3), coros (3, 8)
- Anni McCann: coros (1, 3, 4, 5, 8, 9, 10)
- Jeff Porcaro: batería (2, 3, 4, 6, 9)
- David Paich: bajo (2), órgano Hammond (2)
- Willie Hines: coros (2)
- Brad Lang: coros (2)
- Steve Porcaro: programación (2)
- Nathan East: bajo (3, 6)
- Larry Williams: saxofón (3), programación (7)
- Mikail Graham: DX7 Seetar Solo (3)
- Claire Diament: coros (3)
- Albhy Galuten: synclavier (5)
- Bruce Albertine: synclavier (5)
- Rhett Lawrence: programación (5, 8, 10), sintetizadores (10)
- Eric Persing: programación (5, 6)
- Carlos Vega: batería (7, 8)
- Leland Sklar: bajo (8)
- Marc Russo: saxofón (8)

## Posición en listas
| País           | Lista                 | Posición |
| -------------- | --------------------- | -------- |
| Estados Unidos | Billboard 200         | 163      |
| Noruega        | VG-lista Albums Chart | 20       |
| Países Bajos   | Dutch Top 40          | 52       |
| Suiza          | Swiss Albums Chart    | 16       |

| Sencillo               | País           | Lista                      | Posición |
| ---------------------- | -------------- | -------------------------- | -------- |
| «You Make Me Love You» | Estados Unidos | Hot Mainstream Rock Tracks | 38       |